# Дубиње
Дубиње (слч. Dubinné) насељено је мјесто са административним статусом сеоске општине (слч. obec) у округу Бардјејов, у Прешовском крају, Словачка Република.

## Становништво
| Година:    | 1994. | 2004.   | 2014.    | 2024.   |
| ---------- | ----- | ------- | -------- | ------- |
| Број људи: | 349   | 328     | 365      | 333     |
| Разлика:   |       | -6,01 % | +11,28 % | -8,76 % |

| Година:    | 2023. | 2024.   |
| ---------- | ----- | ------- |
| Број људи: | 331   | 333     |
| Разлика:   |       | +0,60 % |

Према подацима о броју становника из 2024. године насеље је имало 333 становника.